# Шерлок Холмс: Подія біля водоспаду Вікторія
«Шерлок Холмс: Подія біля водоспаду Вікторія» (англ. Incident at Victoria Falls) — пригодницький фільм 1992 року.

## Сюжет
Шерлок Холмс зібрався відійти від справ і зайнятися бджільництвом. Однак сам король Едуард вирішив доручити детективові дуже важливе завдання, і той негайно взявся за його виконання. Холмсу разом з його другом, доктором Ватсоном, довелося вирушити до далекого Кейптауна, щоб привезти звідти алмаз «Зірка Африки». Операція була опрацьована до дрібниць, але в останній момент алмаз зник, після чого було здійснено декілька жорстоких вбивств. Всі поводяться підозріло, і кожному є що приховувати. І навіть великий Холмс далеко не одразу вийшов на вірний слід.

## У ролях
| Актор            | Роль                          |
| ---------------- | ----------------------------- |
| Крістофер Лі     | Шерлок Холмс                  |
| Патрік Макніл    | доктор Джон Вотсон            |
| Дженні Сігроув   | Ліллі Ленгтрі                 |
| Джосс Екленд     | король Едуард                 |
| Річард Тодд      | лорд Робертс                  |
| Клод Екінс       | Теодор Рузвельт               |
| Джон Інді        | Хумало                        |
| Стівен Герні     | Гугліамо Марконі              |
| Сунітха Сінгх    | Махарані                      |
| Ентоні Фріджон   | Костянтин Маврополіс          |
| Клаудія Уді      | Амелія Рузвельт Моррісон      |
| Ніл МакКарті     | капітан Джеймс Моррісон       |
| Джей Піллай      | Чандра Сен                    |
| Дейл Каттс       | суперінтендант Генрі Ван Меєр |
| Алан Коутс       | Стенлі І. Буллард             |
| Маргарет Джон    | Місіс Хадсон                  |
| Джером Вілліс    | Майкрофт Холмс                |
| Кессайі Говендор | Рам Дулуп                     |
| Хайуелл Вільямс  | лорд Мілнер                   |
| Кенвей Бейкер    | Інспектор Лестрейд            |